# جوایز ستارگان ای‌پی‌ای‌ان
جوایز استار ای‌پی‌ای‌ان رقابتی در تلویزیون کره جنوبی و کمک به هالیو (موج کره) است که توسط انجمن مدیریت سرگرمی کره (CEMA) سازماندهی شده‌است. نامزدهای دریافت جوایز از بین نمایش‌های کره ای که از سه شبکه اصلی پخش (کی‌بی‌اس، ام‌بی‌سی و اس‌بی‌اس) و کانال‌های کابلی (تی‌وی‌ان، جی‌تی‌بی‌سی، اوسی‌ان، ام‌بی‌ان و تی‌وی چوسان) از اکتبر سال قبل تا سپتامبر سال جاری پخش می‌شوند، انتخاب می‌شوند.